# E lucevan le stelle
E lucevan le stelle (česky A hvězdy zářily) je tenorová árie z opery Tosca Giacoma Pucciniho.
Při prvním uvedení opery v roce 1900 se role Cavaradossiho zhostil tenor Emilio De Marchi. Dalšími věhlasnými zpěváky, kteří tuto roli ztvárnili byli např. Enrico Caruso, Giovanni Martinelli, Aureliano Pertile, Giacomo Lauri-Volpi, Beniamino Gigli, Jussi Björling, Ferruccio Tagliavini, Mario Del Monaco, Richard Tucker, Giuseppe Di Stefano, Franco Corelli, Luciano Pavarotti či Plácido Domingo. Dnes jsou významnými představiteli této role např. Jonas Kaufmann a Roberto Alagna.

## Hudba
Děj opery Tosca se odehrává v Římě v době napoleonské nadvlády. Árie je ze třetího jednání, kdy hlavní postava, malíř Mario Cavaradossi, obviněný z ukrývání uprchlého vězně, čeká na svou popravu v Andělském hradě a připomíná si krásné chvíle strávené s milovanou Florií Toscou.
Árie je v tónině h-moll, uvádí ji nostalgické klarinetové sólo, jehož tesknou melodií přejímá tenorový hlas doprovázený v unisonu až do verše „Oh! dolci baci, o languide carezze“.
Táž melodie již zazněla v poslední části úvodu třetího jednání a vrací se ve formě zkrácené orchestrální reminiscence také v posledních taktech celého díla, a to ve chvíli, kdy se zoufalá Tosca vrhá ze zdí hradu.

## Text
| E lucevan le stelle, e olezzava la terra stridea l'uscio dell'orto ed un passo sfiorava la rena. Entrava ella fragrante, mi cadea fra le braccia. O dolci baci, o languide carezze, mentr'io fremente le belle forme disciogliea dai veli! Svanì per sempre il sogno mio d'amore. L'ora è fuggita, e muoio disperato! E non ho amato mai tanto la vita! | …a hvězdy zářily a země voněla zaskřípala vrátka v zahradě a písek přinesl její kroky když vstoupila ona, vonící a padla mi do náruče Ach, ty sladké polibky, ta něžná pohlazení zatímco jsem dychtivě rozkrýval závoje halící její krásu Navždy zmizel můj sen, moje láska ty chvíle jsou pryč, zemřu v zoufalství! a přitom jsem nikdy nemiloval život víc! |

## Zajímavosti
- V roce 1920 Al Jolson napsal slavnou píseň Avalon, o stejnojmenném městě na ostrově Santa Catalina v Kalifornii. Následujícího roku vydavatel Pucciniho děl, Ricordi, obvinil zpěváka z plagiátorství písně na motiv árie E lucevan le stelle. Puccini a vydavatelství u soudu uspěli a bylo jim vyplaceno 25 000 dolarů jako náhrada vzniklé škody a za všechna budoucí autorská práva.
- Árii je možné slyšet také v několika filmech: Falsifikátoři - Operace Bernhard, L'immortale, Ecce bombo, Happy Feet 2, Downtown Heat, Do Říma s láskou, IDA.
- Verše E lucevan le stelle a Mi cadea tra le braccia byly citovány v ritornelu písně Loretty Goggiové Notte all'Opera, závěrečné znělce pořadu Loretta Goggi in Quiz v roce 1985.